# ژانگ شیویون
ژانگ شیویون (انگلیسی: Zhang Xiuyun؛ زادهٔ ۲۵ فوریهٔ ۱۹۷۶) قایقران روئینگ اهل چین است.